# 高橋義忠
高橋 義忠（たかはし よしただ、1969年5月3日 - ）は、日本中央競馬会(JRA)・栗東トレーニングセンターに所属する調教師。滋賀県出身。実父は元騎手・調教師の高橋成忠。

## 来歴
元々飛行機が好きで、大学では経済学を専攻しつつパイロットを目指していた。しかし、進路に迷いが生じ、父に相談をしたところ、牧場関係者の紹介でイギリスに渡り、ノース・ヨークシャーのクリス・ソーントン厩舎およびニューマーケットのマーク・プレスコット厩舎で研修を積むことになった。プレスコット厩舎には1992年のカルティエ賞年度代表馬ユーザーフレンドリーが在厩していた。この経験により、「競馬の世界もいいな」と思うようになった。
1994年7月にJRA競馬学校厩務員課程に入学。1995年1月より吉岡八郎厩舎で厩務員、1996年6月より同厩舎で調教助手となる。同厩舎ではケイティタイガー、キョウワアリシバなどに携わった。1999年10月から高橋成忠厩舎に移籍した。調教師試験にも挑戦を続けていたが、父の定年を翌年に控えた2010年に待望の合格を果たす。2011年3月に父の管理馬を引き継ぐ形で厩舎を開業した。
2014年5月24日にクリノスターオーで平安ステークスを制し、JRA重賞初制覇。同年は開業4年目にして自己最多の31勝を記録した。2018年3月25日、高松宮記念をファインニードルで制してGI初制覇を果たした。

## 調教師成績
|            | 日付          | 競馬場・開催  | 競走名         | 馬名               | 頭数 | 人気 | 着順 |
| ---------- | ------------- | ------------- | -------------- | ------------------ | ---- | ---- | ---- |
| 初出走     | 2011年3月6日  | 1回阪神4日2R  | 3歳上未勝利    | メイショウサリマン | 13頭 | 5    | 1着  |
| 初勝利     | 2011年3月6日  | 1回阪神4日2R  | 3歳上未勝利    | メイショウサリマン | 13頭 | 5    | 1着  |
| 重賞初出走 | 2012年3月17日 | 2回中山7日11R | フラワーカップ | メイショウスザンナ | 16頭 | 1    | 2着  |
| 重賞初勝利 | 2014年5月24日 | 3回京都9日11R | 平安ステークス | クリノスターオー   | 16頭 | 12   | 1着  |
| GI初出走   | 2012年4月8日  | 2回阪神6日11R | 桜花賞         | メイショウスザンナ | 18頭 | 11   | 5着  |
| GI初勝利   | 2018年3月25日 | 2回中京6日11R | 高松宮記念     | ファインニードル   | 18頭 | 2    | 1着  |

### 年度別成績
高橋義忠の年度別成績（netkeiba.com）を参照

## 主な管理馬
※括弧内は当該馬の優勝重賞競走
- クリノスターオー （2014年平安ステークス、シリウスステークス、2015年アンタレスステークス）
- サンレイデューク （2014年東京ハイジャンプ、2015年阪神スプリングジャンプ）
- シャトーブランシュ （2015年マーメイドステークス）
- メイショウスザンナ （2015年クイーンステークス）
- ファインニードル （2017年セントウルステークス、2018年シルクロードステークス、高松宮記念、セントウルステークス、スプリンターズステークス）
- ディオスコリダー （2017年カペラステークス）
- メイショウテッコン （2018年ラジオNIKKEI賞、2019年日経賞）
- レッドジェニアル （2019年京都新聞杯）
- マイブルーヘブン （2019年新潟ジャンプステークス）
- ワンダフルタウン （2020年京都2歳ステークス、2021年青葉賞）
- サンレイポケット（2021年新潟大賞典）